# Tabor, Tabor
Tabor este o localitate din comuna Tabor, Slovenia, cu o populație de 333 de locuitori.